# Bagatele
Pour l’article ayant un titre homophone, voir Bagatelle.
Bagatele (prononciation : [baɡaˈtɛlɛ]) est un village polonais de la gmina de Wąsewo dans le powiat d'Ostrów Mazowiecka de la voïvodie de Mazovie dans le centre-est de la Pologne.
Il se situe à environ 15 km à l'ouest d'Ostrów Mazowiecka (siège du powiat) et à 85 km au nord-est de Varsovie (capitale de la Pologne).
Le village compte approximativement une population de 140 habitants en 2008.

## Histoire
De 1975 à 1998, le village appartenait administrativement à le powiat d'Ostrów dans la voïvodie d'Ostrołęka.